# Ziegler Point
Ziegler Point ist eine hohe Felsspitze oder Ausläufer an der südöstlichen Seite der Gross Hills in der westantarktischen Heritage Range.
Ziegler Point wurde von der United States Geological Survey im Rahmen der Erfassung des Ellsworthgebirges in den Jahren 1961–66 durch Vermessungen vor Ort und Luftaufnahmen der United States Navy kartografiert. Das Advisory Committee on Antarctic Names benannte Ziegler Point nach Ernest L. Ziegler, einem Maschinenführer der United States Navy, der als Teilnehmer der Operation Deep Freeze 1966 auf der Forschungsstation McMurdo-Station arbeitete.